# 蒙托 (阿列日省)
蒙托（法語：Montaut，法語發音：[mɔ̃to]）是法国阿列日省的一个市镇，位于该省北部，属于帕米耶区。

## 地理
蒙托（43°11'14"N, 1°38'38"E）面积35.03 平方千米，位于法国奧克西塔尼大區阿列日省，该省份为法国西南部内陆省份，西部和北部与上加龙省接壤，东临奥德省，东南至东比利牛斯省接壤，南与安道尔和西班牙接壤。
与蒙托接壤的市镇（或旧市镇、城区）包括：博纳克、勒卡尔拉雷、戈迪耶斯、马泽尔、帕米耶、萨韦尔丹、特雷穆莱、勒韦尔内、帕雷阿日新城。

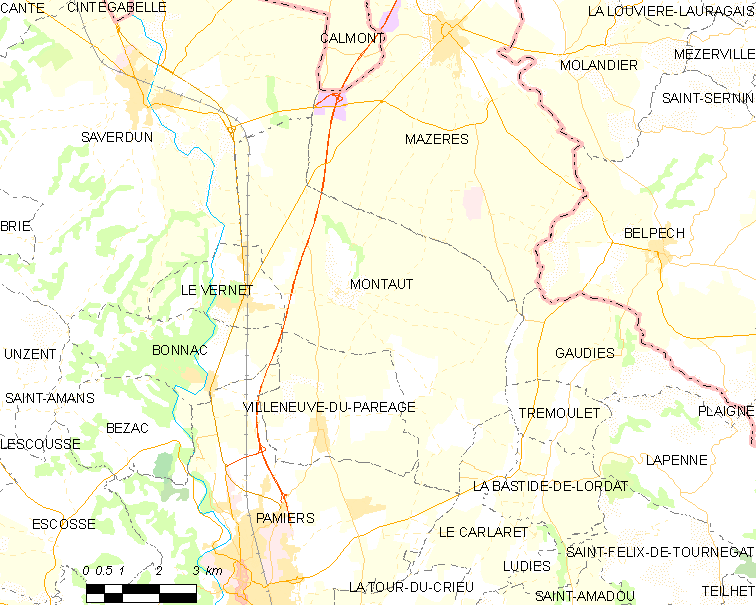
的OSM定位图

蒙托的时区为UTC+01:00、UTC+02:00（夏令时）。

## 行政
蒙托的邮政编码为09700，INSEE市镇编码为09199。

## 政治
蒙托所属的省级选区为阿列日之门县。

## 人口

1962-2008年间人口变化图示

蒙托于2022年1月1日时的人口数量为694人。